# Schreibprozess
Der Begriff Schreibprozess bezeichnet den Prozess des Schreibens, also die Gesamtheit von Vorgängen, die zum selbstständigen Produzieren eines Textes nötig sind. Grob lässt sich jeder Schreibprozess in die Phasen des Planens, Formulierens und Überarbeitens gliedern. Die einzelnen Prozesse stellen hohe Anforderungen an das Arbeitsgedächtnis; ein Schreibprozess benötigt normalerweise viel Zeit, weil man langsamer schreibt als spricht und weil man Zeit zum Nachdenken und Formulieren benötigt.
In der Schreibforschung wurden seit den 1980er Jahren mehrere Modelle entwickelt, die die einzelnen Komponenten des Schreibprozesses darstellen. Besonders bekannt wurde das Modell, das John R. Hayes und Linda S. Flower (1980) präsentierten. Dieses stark auf der Kognitionspsychologie fußende Modell wurde von Hayes in den folgenden sechzehn Jahren aufgrund von empirischen Studien weiterentwickelt und modifiziert, bis er 1996 eine weitere Version vorstellte, in der auch affektive und soziale Faktoren als wichtige Komponenten des Schreibprozesses dargestellt werden.
Schreibforscher beschäftigen sich mit den Prozessen beim Schreiben, um besser nachzuvollziehen, welche individuellen und äußeren Faktoren (wie z. B. Motivation, Arbeitsumgebung oder Adressatenwissen) das Gelingen der Textproduktion beeinflussen. Schreiben spielt in der Schulbildung, im Hochschulstudium, aber auch in vielen Berufen eine große Rolle; daher ist ein Ziel der Schreibforschung, durch die Erkenntnisse über den Schreibprozess das Schreiben angenehmer und wirkungsvoller zu machen.

## Kognitive und affektive Faktoren
Als kognitiv bezeichnet man die Prozesse im Gehirn, die sich auf das Verarbeiten von Informationen zur Erkenntnisgewinnung beziehen. Ein kognitiver Faktor beim Schreiben ist z. B. die Kapazität des Arbeitsgedächtnisses. Affektiv hingegen sind die Komponenten, die sich auf Emotionen und Stimmungen beziehen. Die Empfindung von Lust oder Unlust beim Schreiben ist beispielsweise ein affektiver Aspekt. Während des Schreibprozesses spielen also sowohl kognitive als auch affektive Faktoren eine Rolle, da einerseits Komponenten wie die Verarbeitungskapazität, aber auch eher persönliche Einstellungen zum Schreiben auf den Erfolg des Schreibprozesses einwirken.

### Das Schreibprozessmodell von Hayes

#### Das Modell von Hayes und Flower
In dem von Hayes und Flower (1980) vorgestellten Modell unterscheiden die Autoren zwischen drei großen Komponenten, die den Schreibprozess beeinflussen: Zum einen hat jeder Schreibende eine bestimmte Aufgabenumgebung; d. h. eine ihm gestellte Schreibaufgabe mit einem bestimmten Thema und bestimmte Adressaten sowie zu jedem Zeitpunkt des Schreibens unterschiedliche bereits produzierte Textteile. Als weitere Hauptkomponente sahen Hayes und Flower die kognitiven  Prozesse des Schreibenden: Planen, Formulieren und Überarbeiten. Diese wurden überwacht durch eine Art Kontrollinstanz, den so genannten Monitor. Die dritte große Rolle wurde dem Langzeitgedächtnis des Schreibers zugewiesen: aus diesem sollte das Wissen über das zu bearbeitende Thema, über den Schreibplan sowie über die Adressaten kommen.

#### Das Modell von 1996
Im modifizierten Modell von 1996 schlägt Hayes nur noch zwei große Komplexe vor, denen er einzelne Faktoren und Teilprozesse des Schreibprozesses zuschreibt: Er unterscheidet zwischen Aufgabenumgebung und Individuum und stellt damit die Bedeutsamkeit individueller Unterschiede beim Schreibprozess heraus.
Die Aufgabenumgebung sieht er wiederum unterteilt in physische und soziale Umgebung. Der physischen Umgebung rechnet er beispielsweise das Schreibmedium (z. B. Stift vs. Computertastatur) zu, aber wiederum auch den bisher bereits geschriebenen Text. Durch die Bedeutung der sozialen Umgebung macht er darauf aufmerksam, dass er Schreiben – obwohl meist allein geschrieben wird – als soziale Tätigkeit sieht: Beeinflusst wird das Schreiben beispielsweise durch soziale Konventionen, die Kulturzugehörigkeit des Schreibenden, die Adressaten, die sozialen Erfahrungen des Schreibenden und die Texte anderer Autoren, die der Verfasser während des Schreibens liest.
Alle weiteren Faktoren sieht Hayes im individuellen Schreiber verankert. Beeinflusst wird das Individuum durch Motivation und affektive Einflüsse: Dazu zählen die Ziele, die der Einzelne beim Schreiben hat (man kann z. B. schreiben, um einen bestimmten Inhalt zu vermitteln oder um einen bestimmten Eindruck beim Adressaten zu hinterlassen), aber auch die Einstellungen und Überzeugungen über das Schreiben (viele Schreibende haben z. B. unangenehme Erfahrungen mit dem Schreiben gemacht und daher eine negative Einstellung entwickelt). Negative oder positive Einstellungen und Emotionen können sich jedoch auch erst beim Schreiben selbst entwickeln, abhängig etwa von der Reaktion des Schreibenden auf das Thema, über das er schreibt. Diese motivationalen und affektiven Faktoren stehen in engem Zusammenhang mit den drei weiteren Einflussbereichen.
Wieder spielt auch im neuen Modell das Langzeitgedächtnis eine Rolle: Aus diesem Speicher entnimmt der Schreibende das Wissen, das für seine Textproduktion nötig ist: über Aufgabenschemata, sein Thema, seine Adressaten und über die Textsorte, die er schreiben möchte.
Hinzugefügt hat Hayes in diesem Modell jedoch das Arbeitsgedächtnis. Dieses besteht nach dem Modell von Alan Baddeley aus einer zentralen Exekutive und zwei verschiedenen Speichern, die von ihr kontrolliert werden: aus der phonologischen Schleife, in der akustische Information gespeichert wird, und dem visuell-räumlichen Notizblock, der visuelle Information aufnimmt und aufbewahrt. Einen weiteren wichtigen Platz räumt Hayes wieder den kognitiven Prozessen ein: Hierzu zählen Textinterpretation, d. h. das Erstellen von Repräsentationen aus dem Input wie etwa dem Lesen anderer Texte, Reflexion, d. h. das Produzieren neuer Repräsentationen, und Textproduktion, also Output (Schreiben) im Kontext der Aufgabenumgebung.
Alle diese Komponenten des Individuums beeinflussen sich gegenseitig und verdeutlichen, warum Schreibprozesse je nach Individuum mit unterschiedlichen Problemen und Erfolgen ablaufen.

#### Weiterentwicklungen des Modells
In den Jahren 2001 und 2012 hat Hayes wiederum eine Modifikation des Modells vorgenommen. Das Modell hat nun eine Drei-Ebenen-Struktur mit der Ebene der Kontrolle, der Ebene der Schreibprozesse und der Ebene der Ressourcen. Auf der Kontrollebene sind Schreibziele und -pläne ebenso wie die Motivation verortet. Die Ebene der Schreibprozesse umfasst die innerhalb des Schreibers ablaufenden Prozesse ebenso wie die Schreibumgebung. Die Ebene der Ressourcen umfasst Wissensbestände, Gedächtniselemente und das Lesen. Hayes verzichtet zudem darauf, die für ihn zentralen Planungs- und Überarbeitungsaktivitäten im Modell einzeln darzustellen. Das Modell umfasst nun an diesen Prozessen beteiligten Komponenten, die zum Teil bei einzelnen unterscheidbaren Aktivitäten im Schreibprozess gleichermaßen zum Einsatz kommen. Auch den Monitor findet man nicht mehr in diesem Modell.

### Phasen des Schreibprozesses
Zu den verschiedenen Phasen des Schreibprozesses finden sich in der Schreibforschungsliteratur mehrere Vorschläge, wie diese zu unterteilen und zu benennen sind. So findet sich z. B. die Phasengliederung in Planen, Formulieren und Überarbeiten, aber auch in Planen und Vorbereiten, Strukturieren des Materials, Entwerfen des Textes sowie Überarbeitung. In dem Modell von R.T. Kellogg werden die Teilschritte als Formulieren, Ausführen und Kontrollieren bezeichnet. Wichtig ist, dass neben dem, was in der Alltagssprache meist unter Schreiben verstanden wird – dem Formulieren des Textes – noch weitere Phasen existieren: vor dem eigentlichen Schreiben eine  Planungsphase, nach dem Schreiben eine Überarbeitungsphase. Wie diese Phasen im Einzelnen gestaltet werden und wie viel Zeit und Energie des Gesamtprozesses sie beanspruchen, hängt wiederum stark vom Individuum ab.

#### Modell von Kellogg
Kellogg (1994) stellt ein Modell vor, in dem der Schreibprozess aus drei Hauptprozessen besteht: Formulieren, Ausführen und Kontrollieren. Während der Formulierungsphase wird geplant und übersetzt. Zu planen bedeutet hier, Ideen zu entwickeln sowie zu organisieren und Ziele aufzustellen. In der Übersetzung werden diese Gedanken, die zumeist erst nur als Propositionen, d. h. kleine Bedeutungseinheiten, existieren, in verständliche Sätze verwandelt.
Bei der Ausführung wird zunächst „programmiert“, wie die Übersetzung motorisch umgesetzt, also aufgeschrieben wird. Danach führt der Schreibende diese Programmierung aus, entweder durch Schreiben mit der Hand, durch Tippen oder Diktieren. In der letzten Phase, beim Kontrollieren, liest der Schreiber das Geschriebene, stellt Kohärenz her und entwickelt Diskursstrukturen. Beim Überarbeiten wird überprüft, ob die an den Text gestellten Ziele erreicht worden sind und wo noch Fehler oder Unstimmigkeiten zu finden sind.
Außer bei der Ausführung, die laut Kelloggs Modell weitgehend automatisch verläuft, wird bei allen diesen Prozessen das Arbeitsgedächtnis stark beansprucht. Besonders die erste Phase des Schreibprozesses, die Planung, belastet das Arbeitsgedächtnis sehr. Die zentrale Exekutive generiert Ideen,  das visuell-räumliche Notizbuch muss bildliche Repräsentationen  und Informationen liefern. Mit Hilfe der phonologischen Schleife findet ein inneres Sprechen statt, d. h. der Planende formuliert denkend bereits Wörter und später auch Sätze.

#### Erstentwurf und Überarbeitung
Um der Frage nachzugehen, inwiefern die Phasen des ersten Entwerfens und der Überarbeitung voneinander abhängen, führten David Galbraith und Mark Torrance einige Studien durch. Sie gehen davon aus, dass es verschiedene Strategien gibt, mit denen sich Schreibende der Textproduktion nähern. Zunächst unterscheiden sie zwischen den planenden und den interaktiven Schreibern. Erstere beginnen erst dann zu schreiben, wenn ihnen ganz klar ist, was sie schreiben wollen und planen ihren Erstentwurf sehr stark. Ihre spätere Überarbeitung ist vor allem reaktiv: Sie überprüfen, ob in ihrem Text das Geplante erreicht worden ist. Eine völlig andere Herangehensweise ist die interaktive: Hier beginnen die Schreibenden ohne lange Planung mit dem Erstentwurf und entwickeln dann erst beim Schreiben ihre Ideen und die Struktur des Textes.
Galbraith und Torrance unterscheiden hier noch zwischen Grobentwürfen und multiplen Entwürfen. In Grobentwürfen werden erste Ideen für den Text organisiert und in ganzen Sätzen aufgeschrieben – auch hierbei ist die Überarbeitung, bei der der fertige Text entsteht, eher reaktiv. Verfasser von multiplen Entwürfen schreiben ihre ersten Gedanken dagegen spontan und völlig ungeordnet auf; die Überarbeitung ist proaktiv, d. h. die entstandenen Ideen werden beim Redigieren weiterentwickelt. Welche Strategie allerdings zu höherer Textqualität führt, konnte nicht klar gezeigt werden; häufig erzielt die Planungsstrategie bessere Ergebnisse, allerdings scheint dies auch von der Disposition und dem Lerntyp des Schreibenden abzuhängen.
Galbraith geht von einem dual-process-writing-model aus: Dieses Modell nimmt an, dass in der Planungsphase explizites, also dem Schreibenden bewusstes Wissen, eingesetzt wird. Auf implizites Wissen hat der Schreibende in dieser Phase keinen Zugriff. Erst beim Schreiben findet der Verfasser Zugang zu seinem impliziten, also unbewussten, Wissen. Bei der Textproduktion insgesamt geht es darum, einerseits bereits existierende Ideen in Text umzuwandeln, andererseits Wissen zu erzeugen, indem implizites zu explizitem Wissen wird. Diese zwei unterschiedlichen Anforderungen, die an den Schreibenden gestellt werden, machen die Textproduktion so anspruchsvoll und oft schwierig.

## Schreibhandeln
Als Schreibhandeln wird oft die individuelle Herangehensweise eines Schreibenden an die Textproduktion bezeichnet. Das Schreibhandeln wird von den Erfahrungen und der Sozialisation des Einzelnen geprägt und zeigt sich in individuellen Strategien, die Schreibende beim Verfassen von Texten zeigen. Schreibkompetenz wird zwar praktisch entwickelt ist aber in je spezifischen Praxisfelder eingebettet. Ihre praktische und soziale Verankerung wird in empirischen Studien (z. B. Zembylas/Dürr 2009) dargelegt. Zudem haben verschiedene Schreibforscher unterschiedliche Kategorien zur Typologisierung von Schreibertypen und Schreibstrategien aufgestellt.

### Schreibertypen
Carl Bereiter und Marlene Scardamalia unterscheiden zwei grundsätzliche Schreibstrategien, die unterschiedliche Schreibertypen ausmachen: das „knowledge-telling“, d. h. das  Mitteilen dessen, was der Schreiber weiß, und das „knowledge-transforming“, d. h. das Umformen von Wissen des Schreibenden, so dass es bestimmte Adressaten erreicht und von ihnen verstanden wird. Knowledge-transforming wird eher erfahrenen Schreibern zugeschrieben, knowledge-telling eher unerfahrenen. Auch erfahrene Schreibende wenden jedoch häufig zunächst knowledge-telling an, um sich über ihr eigenes Wissen bewusst zu werden, bevor sie es so überarbeiten, dass es ihre Leserschaft erreichen kann.
Sylvie Molitor-Lübbert hingegen differenziert zwischen den zwei Herangehensweisen des top-down und bottom-up. Top-down-Schreibende entwickeln zunächst eine Gliederung und produzieren anhand dieser ihren Text, bei bottom-up-Schreibern entsteht die Textstruktur erst während des Schreibens. Häufig wenden Verfasser von Texten auch Elemente beider Strategien an.

### Schreibstrategien
Ortner entwickelte ein sehr differenziertes Schreibstrategienmodell. Er geht davon aus, dass Strategien von den Schreibenden gewählt werden. Die Wahl der Strategie ist z. B. abhängig von der Schreibaufgabe, aber auch davon, welche Strategie der Schreiber bisher als erfolgreich erlebt hat.
Auf Grundlage der Aussagen von Schreibenden hält Ortner zehn Strategien fest, die den Schreibprozess unterschiedlich stark in seine einzelnen Phasen zergliedern:
1. Nicht-zerlegendes Schreiben:
Schreibende, die diese Strategie benutzen, schreiben ihren Text ohne langes Nachdenken und ohne Zwischenkorrekturen. Typ des Aus-dem-Bauch-heraus(=Flow)-Schreibers
2. Einen Text zu einer Idee schreiben:
Ausgehend von einem Thema oder einer Figur wird ein Text produziert. Diese Strategie wird Schülern zu Anfang ihrer Schulbildung vermittelt.
3. Schreiben von Textversionen zu einer Idee:
Auch hier wird der Text durch eine Idee inspiriert; zu dieser Idee werden jedoch verschiedene Textvarianten verfasst.
4. Herstellen von Texten über die redaktionelle Arbeit an Vorfassungen:
Zunächst wird eine Vorfassung als Bearbeitungsgrundlage erstellt; diese wird dann noch einmal geschrieben und dabei redigiert.
5. Planendes Schreiben:
Durch das Erstellen eines Plans und einer Gliederung wird eine Art Gerüst für den zu schreibenden Text gebaut. Anhanddessen schreiben Nutzer dieser Strategie ihren Text bis hin zur Endfassung.
6. Typ des Niederschreibers/Kopfarbeiters:
Text wird völlig im Kopf ausformuliert und zu Ende redigiert und dann ohne wesentliche Korrekturen niedergeschrieben (Beispiel: Kafka, Johnson)
7. Schrittweises Vorgehen – der Produktionslogik folgend:
Diese Strategie wird häufig beim Schreiben wissenschaftlicher Texte angewandt. Ein Schritt folgt hier konsequent auf den nächsten: Das Sammeln des Materials, das Konzipieren, Gliedern, Formulieren usw.
8. Synkretistisch-schrittweises Schreiben:
Schreiber, die dieser Strategie folgen, fangen immer wieder mit neuen Textteilen an und lassen alte liegen. Einzelne Teile werden miteinander verknüpft.
9. Typ des Textteilschreibers:
Hierbei schreibt der Verfasser nicht in linearer Reihenfolge, sondern beginnt z. B. mit dem Schluss oder mit dem Hauptteil anstatt mit der Einleitung.
10. Schreiben nach dem Puzzle-Prinzip – extrem produktzerlegend:
Hier wird ohne Überblick und vorherige Gliederung geschrieben; auch der Endpunkt des Textes ist vor dem Schreiben nicht klar, so dass der Text häufig gar nicht beendet wird. (Beispiel: L.Wittgenstein)

### Schreibtechniken
Schreibtechniken sind – im Kontrast zu Schreibstrategien – kleinschrittige Methoden, die Schreibende anwenden, meist um sich den Einstieg in die Textproduktion zu erleichtern. Techniken, die das Schreiben vorbereiten und die verhindern, dass Schreibende vor einem leeren Blatt sitzen, ohne zu wissen, wie und wo sie anfangen sollen, sind häufig assoziative Schreibtechniken. Die bekanntesten unter ihnen sind folgende:

#### Brainstorming
Beim Brainstorming schreibt der Verfasser spontan einzelne Wörter, die ihm zu dem Thema, über das er schreiben will, einfallen, vertikal untereinander. Wichtig ist, dass er sich durch nichts unterbrechen lässt und möglichst den Stift nicht absetzt. Außerdem sollte er auf keinen Fall die Wörter lesen, die er bereits geschrieben hat und das, was er schreibt, nicht bewerten.

#### Offenes Freewriting
Auch hier schreibt der Schreibende ohne Unterbrechung oder Bewertung. Im Gegensatz zum Brainstorming werden beim offenen Freewriting jedoch ganze Sätze oder Satzteile horizontal aufgeschrieben. Obwohl es sich hier teilweise um ganze Sätze handelt, sollen formale Richtigkeit oder Logik außer Acht gelassen werden.

#### Fokussiertes Freewriting
Ähnlich wie beim offenen Freewriting werden beim fokussierten Freewriting Sätze oder Satzteile ununterbrochen aufgeschrieben. Allerdings soll der Schreibende sich hierbei mehr auf sein Thema konzentrieren: Sobald er merkt, dass er seine Sätze vom Thema abweichen, beginnt er in einer neuen Zeile einen neuen Satz.

#### Clustering
Die von Gabriele Rico entwickelte Idee des Clusterings geht davon aus, dass Assoziationen immer in Bündeln und nicht linear auftauchen. Bei dieser Technik wird daher das Thema des Textes in einen Kreis in die Mitte des Blattes geschrieben. Um diesen zentralen Kreis herum werden neue Kreise mit Stichwörtern gemalt. Diese werden wiederum mit verwandten Wörtern in Kreisen verbunden.

#### Mind-Mapping
Die Vorgehensweise ist ähnlich wie beim Clustering: Assoziationen werden in Kreisen aufgeschrieben und miteinander verbunden. Im Gegensatz zum Clustering soll beim Mind-Mapping aber bereits versucht werden, eine innere Ordnung der Gedanken zu entdecken: Der Verfasser eines Clusterings versucht, Schwerpunkte, Themengebiete und Strukturen seiner Assoziationen zu finden und die Stichwörter dementsprechend zu markieren oder zu sortieren.
Wichtig bei allen diesen Techniken ist, dass der Schreibende nie aufhört zu schreiben. Fällt ihm für einige Zeit nichts ein, schreibt er Füllwörter (wie z. B. „Was noch?“) oder zieht mit dem Stift Linien nach. Für die Techniken Brainstorming und Freewriting werden etwa drei Minuten angesetzt, für ein Clustering oder Mind-Mapping etwa sechs Minuten. Alle diese Techniken haben die Funktion, sich noch vor der Textproduktion seine Mitteilungsbedürfnisse bewusst zu machen sowie Themengebiete und Strukturen der eigenen Gedanken zu entdecken.

## Schreibdidaktische Konsequenzen
Die Schreibforschung hat herausgefunden, dass verschiedene Bedingungen dazu beitragen, das Schreiben leichter, erfreulicher und erfolgreicher zu machen. Da ein großer Teil der Ausbildung an Schulen und Hochschulen aus Schreiben besteht, ist es für Lehrer besonders wichtig, Schreibaufgaben so zu stellen, dass sie motivierend sind. Motivierend sind Schreibaufgaben dann, wenn folgende Bedingungen erfüllt sind: Der Text selbst soll als Lernmedium dienen, z. B. indem beim Schreiben eine Lösung für ein Problem gefunden wird. Den Schülern muss außerdem einleuchten, dass Schreiben das richtige Mittel zur Bewältigung der Aufgabe ist. Der geschriebene Text sollte ein Ergebnis haben, dessen Folgen für den Schreibenden bedeutsam sind. Günstige situative Bedingungen sind außerdem motivierend, z. B. verschiedene Schreibmedien und -materialien, Schreibspiele, das Sammeln und Präsentieren von Texten sowie Kooperation mit den anderen Schreibenden. Zudem spielt die Authentizität eine große Rolle, d. h. beim Schreiben sollten echte Probleme behandelt werden, an deren Lösung ein echter Bedarf besteht; außerdem muss es echte Adressaten geben. Motivierend sind zudem Rückmeldungen (auch während des Schreibprozesses), die Wahrnehmung des Schreibobjekts als individuell bedeutsames Lernmedium, Schreiben als Selbstverständigung, die Erfahrung von Lern- und Arbeitsstrategien und die spätere (auch öffentliche) Präsentation des Textes. Zudem sollte das Schreiben schon während des Schreibprozesses reflektiert werden.
Auch an den Hochschulen spielt vor allem das wissenschaftliche Schreiben eine große Rolle. In den USA, wo die Schreibdidaktik entstand, sind an fast allen Hochschulen Schreibzentren vorhanden, während in Deutschland sich erst an einigen wenigen Universitäten Schreibzentren entwickelt haben. Schreibzentren bieten Kurse zum wissenschaftlichen oder aber auch zum kreativen Schreiben an. Außerdem unterstützen sie Studierende, z. B. in Form von individueller Schreibberatung,  wenn diese Probleme mit dem Verfassen von Arbeiten haben, etwa aufgrund von Motivationsverlust, Zeitmangel, Blockaden, störenden Konflikten oder anderen psychologischen Problemen. Schreibberatung soll zudem dazu dienen, den Schreibenden zu vermitteln, wie sie sich durch das Schreiben selbst Wissen aneignen und leserwirksame Texte schreiben können. Auch Schreibgruppen oder Schreibwerkstätten können sich positiv auf den individuellen Schreibprozess auswirken, weil hier kooperativ an Schreibprojekten gearbeitet wird und Schreibende sich gegenseitig Feedback zu ihren Entwürfen geben.
In neueren schreibdidaktischen Veröffentlichungen werden verschiedene Förderansätze vorgeschlagen, die sowohl das Schreiben entlasten, indem Prozesse wahlweise entschleunigt werden (Schreibstrategievermittlung) oder gezielt automatisiert werden (Schreibflüssigkeitsförderung). Daneben gibt es auch noch Förderansätze wie das Feedback oder das kooperative Schreiben. Außerdem halten auch zunehmend angelsächsische Befunde Einzug in die deutschsprachige Schreibdidaktik.